# Andrena bisalicis
Andrena bisalicis là một loài Hymenoptera trong họ Andrenidae. Loài này được Viereck mô tả khoa học năm 1908.

## Hình ảnh

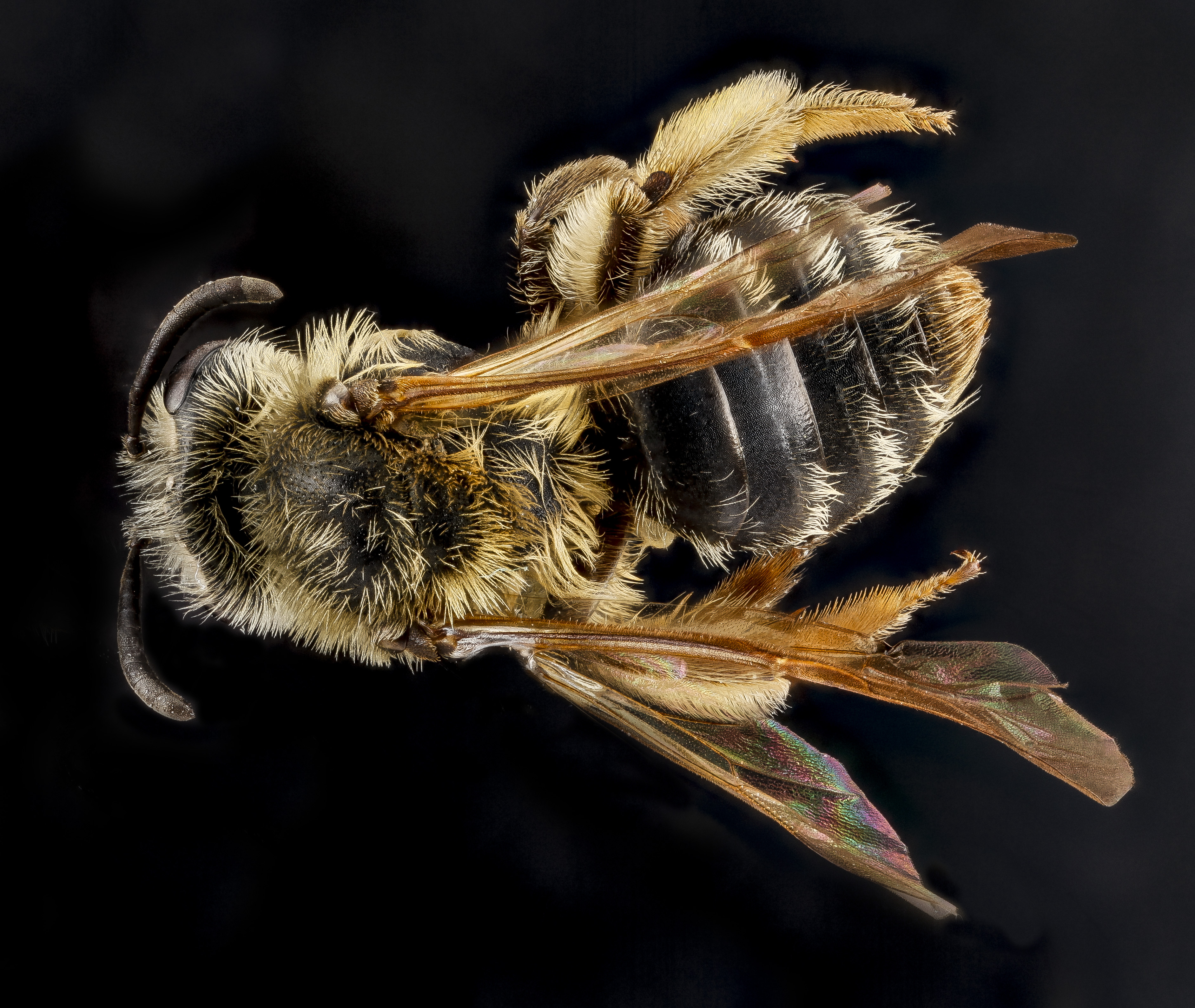
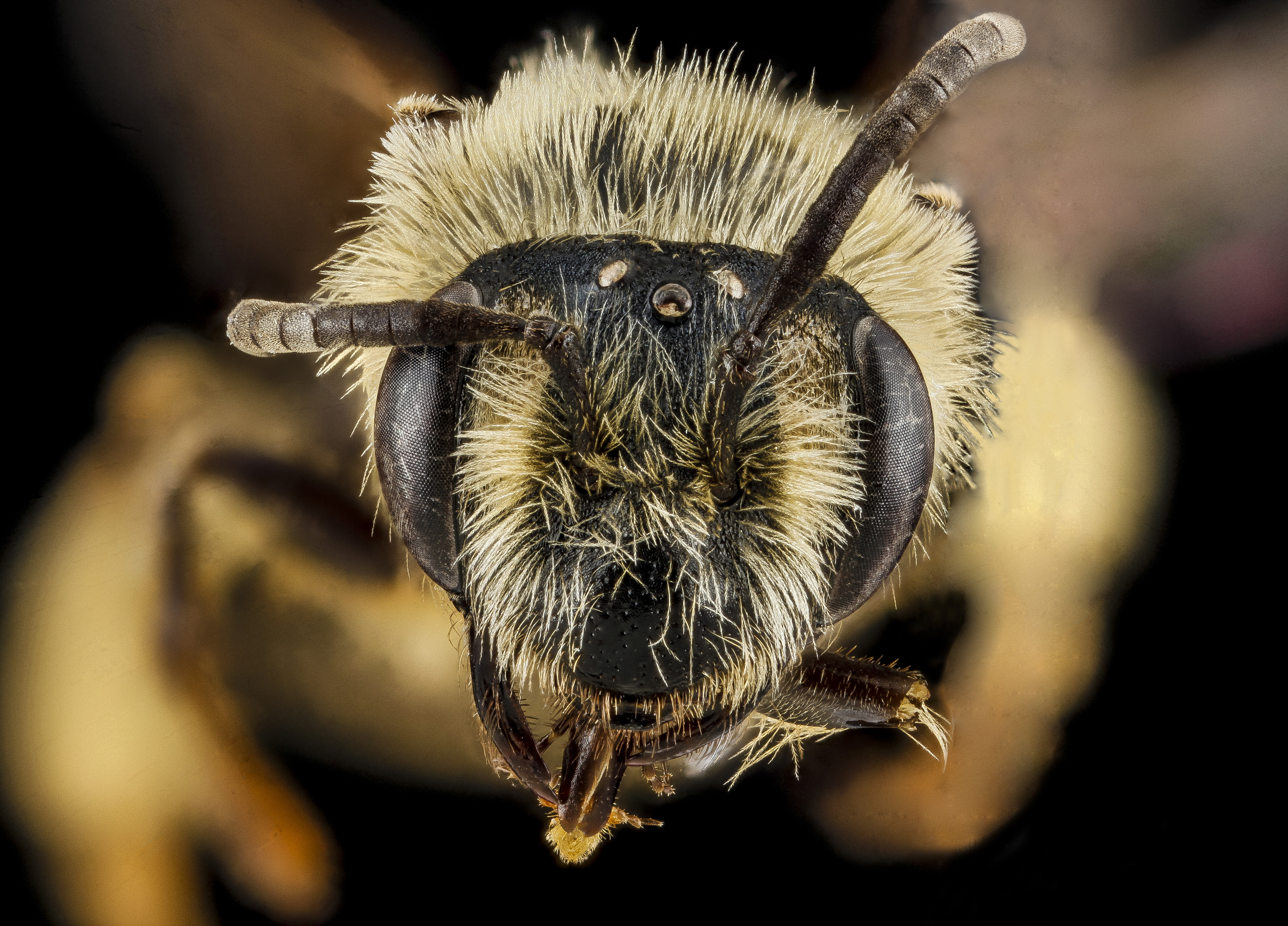